# Seidenstrümpfe
Seidenstrümpfe (Original: Silk Stockings) ist eine US-amerikanische Verfilmung des Musicals Silk Stockings von MGM aus dem Jahr 1957 und gleichzeitig eine Neuverfilmung von Ernst Lubitschs Filmkomödie Ninotschka von 1939, die wiederum auf dem Theaterstück Ninocska (1937) von Melchior Lengyel beruht. Regie führte Rouben Mamoulian, in den Hauptrollen spielten Fred Astaire und Cyd Charisse. 

## Handlung
Der Filmproduzent Steve Canfield will, dass der russische Komponist Peter Illyich Boroff Musik für seinen nächsten Film schreibt. Jedoch wurden die Genossen Brankov, Bibinski und Ivanov geschickt, um Boroff nach Moskau zurückzubringen. Canfield besticht sie jedoch mit weltlichem Luxus und schaffte es, dass Boroff für ihn arbeiten kann. Sein Star Peggy Dayton soll Boroff mit ihrem weiblichen Charme überzeugen, für Canfield zu arbeiten.
Allerdings wird auch von russischer Seite eine Frau eingesetzt. Genossin Ninotchka Yoschenko wurde ausgesandt, um die vier Männer nach Russland zurückzubringen. Obwohl sie sich auf ihre Arbeit konzentriert, kann Canfield sie mit seinem Charme verführen. Er hält sogar um ihre Hand an. Als sie und Boroff jedoch hören, wie sehr seine Musik verunstaltet wurde, reisen die Russen nach Hause.
Canfield gibt jedoch nicht auf und arrangiert, dass Brankov, Bibinski und Ivanov erneut nach Paris gesandt werden, indem er weiß, dass sie vom Flair dieser Stadt eingenommen werden. Wieder wird Ninotchka ihnen nachgeschickt. Nun hat Canfield genügend Zeit, sich um sie zu kümmern, so dass sie sich schließlich auch in ihn verliebt.

## Hintergrund
Die Partitur wurde aufgewertet mit der Gesangsnummer "The Ritz Roll and Rock", einer Parodie auf den damals aufkommenden Rock ’n’ Roll. Am Ende dieser Nummer wirft Astaire symbolisch den für ihn so typischen Hut (“top hat”) weg. Damit wollte er seinen Abschied vom Musical-Film ankündigen.

### Musik- und Tanznummern
- Satin and Silk: 
Dies ist eine wenig bedeutende Nummer von Cole Porter, gesungen von Janice Paige.
- Too bad we can’t go back to Moscow: 
Nach einer Gesangseinleitung tanzt Fred Astaire mit einer leicht angeheiterten Runde, drei Männern und drei Frauen, einen Cha-cha-cha nach einer Choreographie von Hermes Pan. Als einziges Accessoire  nimmt Astaire ein Messer in die Hand und beginnt ein wenig auf den Gläsern zu spielen.
- [Pas seul Teil 1]: 
Eine für damals gewagte und sehr erotische Tanznummer beginnt. Cyd Charisse hat ein sehr hochgeschlossenes konservatives graugrünes Kleid an, dazu trägt sie schwarze Seidenstrümpfe. Im Verlauf der Nummer legt sie ihre aus Russland mitgenommene Kleidung ab und lässt sich, verzaubert vom strahlenden Weiß des Westens, verführen, französische Dessous anzuziehen. Das den Körper verhüllende Unterkleid wird durch eine Korsett mit durchscheinendem Unterrock ausgetauscht.
- [Pas seul Teil 2]: 
Hier tanzt die zunächst nur mit Seidenstrümpfen bekleidete Cyd Charisse ganz alleine in einem weißen durchscheinenden Unterrock, der an ein Tutu erinnert. Nach und nach kleidet sie sich, über die Pariser Dessous, noch in eine weiße Abendrobe. Die Musik klingt zunächst noch nach russischer Folklore, schlägt dann aber in einen Walzer um. Sowohl durch die Kleidung wie auch im Tanzstil wird hier das klassische Ballett wachgerufen.
- Without love: 
Text und Musik von Cole Porter, gesungen von Cyd Charisse.
- Fated to be Mated: 
Nach einer Gesangseinleitung von Fred Astaire tanzen er und Charisse durch unterschiedliche Räume; mit dem Raum ändert sich jeweils auch der Stil der Musik.
- Josephine
- Siberia
- The Red Blues:
Charisse tanzt mit Corps de ballet.
- The Ritz Roll and Rock

### Auszeichnungen
Der Film wurde in der Kategorie Komödie/Musical mit dem Golden Globe Award für den besten Film und die beste Schauspielerin ausgezeichnet.

## Kritik
- film-dienst: Aufwendig gestaltetes, mit amüsanten satirischen Details angereichertes Broadway-Musical, musikalisch und choreografisch ein Leckerbissen. Der direkte Vergleich mit dem von Ernst Lubitsch inszenierten Originalstoff ("Ninotschka", 1939) wäre nicht gerecht, da die Musical-Version dessen Geist und Flair zwangsläufig nicht zu erreichen vermag, seine Qualitäten vielmehr innerhalb der Möglichkeiten seines Genres entfaltet.